# Nina Myers
Nina Myers (5 mei 1975 - 2006) is een personage uit de televisieserie 24, gespeeld door Sarah Clarke. Nina is geboren in Boston, Massachusetts in 1975. In de eerste afleveringen van het eerste seizoen van 24 werd ze gezien als een loyale werknemer voor de CTU, echter later in het seizoen kwam de kijker erachter dat ze een spion was die informatie doorspeelde aan terroristen.

## Seizoen 1
In de eerste uren van het eerste seizoen helpt Nina Jack Bauer, terwijl Ira Gaines de leiding heeft van het plan om Senator David Palmer te vermoorden, met de ontvoering van zijn dochter Kim Bauer en vrouw Teri Bauer door de Drazens. We krijgen te weten dat Nina een relatie heeft gehad met Jack terwijl hij tijdelijk gescheiden was van Teri. Deze relatie is echter beëindigd en nu heeft Nina een affaire met collega Tony Almeida. Terwijl CTU-analiste Jamey Farrell geopenbaard is als mol, krijgen Tony en Nina de taak om haar te ondervragen. Aanvankelijk werd gedacht dat Jamey zelfmoord had gepleegd terwijl ze opgesloten zat, maar later in het seizoen werd bekend dat ze eigenlijk was vermoord door Nina.
Als Nina zich bezorgd maakt over Jacks vreemde gedrag, krijgt Jack orders van Gaines om haar te vermoorden. Jack neemt Nina mee uit de CTU en schiet haar neer in een verlaten gebied, maar wat we niet hadden gezien was dat Jack haar in de CTU een kogelvrij vest had laten aantrekken. Vlak voor 11.00 uur 's avonds krijgen de kijkers te weten dat Nina werkt als mol voor Victor Drazen, wanneer ze telefonisch contact opneemt met zijn zoon Andre Drazen. De Drazens plannen voor Jack een val; ze geven Nina de opdracht om Jack te vertellen dat zijn dochter is vermoord, wat ervoor moet zorgen dat Jack de Drazens gaat aanvallen en zo zichzelf in de val laat lopen. Nina vertelt Jack inderdaad dat zijn dochters lichaam is gevonden door de kustwacht, maar het plan van de Drazens mislukt faliekant. Jack schiet met een moordend en woest gelaat beide Drazens en de overgebleven handlangers in zijn eentje dood.
Jack verneemt van de kustwacht dat Kims lichaam nooit was gevonden, dan wordt het hem duidelijk dat Nina al die tijd de mol was. Jack krijgt bevestiging als George Mason hem de camerabeelden laat zien van de ruimte waar Jamey Farrell vastgehouden werd. De band laat zien dat Jamey nooit zelfmoord heeft gepleegd, maar dat Nina haar vermoordde. Geheel ontmaskerd begint Nina aan haar ontsnapping uit de CTU. Ze vernietigt beschadigende documenten en praat telefonisch met een anonieme Duitse contactpersoon over een ontsnappingsplan naar Duitsland. Als ze gesignaleerd wordt door een CTU-technici ruimt ze hem uit de weg door de man te doden. In de vluchtpoging komt Nina Teri Bauer tegen, die haar Duitse gesprek over de telefoon hoorde. Als Teri de dode man ziet, bindt Nina haar vast en verlaat ze de kamer met de woorden: "iemand zal je hier wel vinden".
Inmiddels is Jack teruggekomen van zijn zelfmoordactie en grijpt hij de vluchtende Nina in de parkeergarage. Met de woorden "ik vertrouwde je", lijkt het of Jack haar neer wil schieten, maar Tony en George weten hem ervan te overtuigen het niet te doen. Nadat Nina gevangen was genomen, kan Jack eindelijk zijn dochter in de armen sluiten. In een zoektocht naar Teri vindt Jack zijn vrouw nog steeds vastgebonden in een stoel, ze is dood. Ze is vermoord omdat Teri Nina's vluchtplannen hoorde om naar Duitsland te gaan.

## Seizoen 2
Als Nina Myers is opgepakt wil ze in ruil voor haar informatie een presidentieel pardon voor haar begane daden. Als ze die heeft gekregen wil ze pas informatie geven als er aan nóg een paar voorwaarden wordt voldaan. Jack heeft al lang genoeg gewacht en maakt Nina zo bang dat ze de locatie geeft van Mamud Faheens locatie.
Als het vliegtuig waarin Nina en Jack zitten getroffen wordt door een raket, worden ze na de noodlanding geachtervolgd door de Coral Snake Unit. Omdat Jack en Nina genoodzaakt zijn samen te werken, moet Nina Jack voorzien van ammunitie. Als de Coral Snake Unit is uitgeschakeld en Jack denkt zijn laatste kogels te hebben gebruikt, pakt Nina een kogelpatroon die ze voor zichzelf had gehouden en richt het geweer op Jack. Nina wil spreken met President Palmer betreffende volledige immuniteit van haar begane daden en voor de daad die ze nog niet heeft begaan: de moord op Jack Bauer. Met pijn in het hart stemt President Palmer in, maar net op het moment dat Nina Jack wil neerschieten, wordt Nina getroffen door scherpschutter van de CTU en wordt ze wederom gevangengenomen.

## Seizoen 3
Tot Jacks grote schrik komt hij Nina weer tegen in Mexico terwijl ze beide een dodelijk biologisch wapen pogen te kopen. Nina wint de veiling, maar ze wordt achtervolgd door Jack die een deal met haar wil maken. De actie van Jack mislukt en Nina slaat Jack tegen de vlakte, als hij wakker wordt vraagt Nina naar Jack zijn motieven waarom hij het virus wil bemachtigen. Als Jack vertelt dat hij niet meer voor de CTU werkt, gelooft Nina hem niet. Jack moet het bewijzen door Nina te zoenen, maar Nina realiseert zich dat Jack toch liegt. Als Nina even niet kijkt draait Jack met een prachtige actie de rollen andersom en Nina gaat akkoord met zijn wensen. Onder toezien van Jack, ontvangt Nina het virus van Amador, maar dit was echter niet het echte virus maar een koffertje met een bom erin.
Nina wordt naar Los Angeles gevlogen om ondervraagd te worden in de CTU. In het vliegtuig geeft Nina Jack een telefoonnummer dat van een van de terroristen moet zijn, maar het laat een groot virus vrij in het CTU-systeem. In ruil voor het stoppen van het virus wil Nina teruggevlogen worden naar Mexico en daar worden vrijgelaten. Jack weigert eraan mee te werken en negeert zelfs Tony's orders door de piloten te bedreigen met een pistool. Gelukkig weet Chloe O'Brian het virus op tijd te stoppen.
In de CTU krijgt Tony Almeida de taak om Nina te ondervragen, maar dit heeft weinig succes. Als Tony haar vraagt hoeveel pijn ze nog aankan zegt ze dat ze denkt dat dit wel genoeg is, en met die woorden snijdt ze haar keel langs de injectienaald die ze naast haar hielden waarop het als een rund begon te bloeden en ze naar de ziekenafdeling gebracht werd. Dit lijkt eerst een zelfmoordactie maar dan zien we haar in halfbewustzijn een slangetje afklemmen waardoor ze de dokters laat geloven dat ze wegvalt. Als Jack hoort dat ze daar alleen is wil hij erop af omdat de dokters volgens hem niet weten waartoe ze in staat is. Dan gaat het alarm af en blijkt dat ze alle medici vermoord dan wel zwaar toegetakeld heeft toen ze zogenaamd wegviel en op de vlucht is geslagen. In haar vluchtpoging komt ze Kim Bauer tegen, die een pistool op Nina gericht houdt. Nina zegt haar het pistool te laten vallen, dat ze haar niets wil aandoen en dat ze weet dat Kim haar niet neer durft te schieten. Als Nina op het punt staat om Kim neer te schieten, komt Jack binnen en schiet Nina in haar schouder. Nina zegt dat ze nog steeds informatie heeft, waarop Jack zegt: "nee, dat heb je niet", en schiet haar dood in dezelfde ruimte waar Teri vier jaar geleden door haar is vermoord.